# Jikkyō Powerful Pro Yakyū 13
Jikkyō Powerful Pro Yakyū 13 (実況パワフルプロ野球13?) es un videojuego de béisbol para PlayStation 2, fue desarrollado y publicado por Konami en julio de 2006, exclusivamente en Japón. Es el decimotercer juego de la serie Jikkyō Powerful Pro Yakyū y es el séptimo para la consola de Sony.
- Datos: Q11452775